# Best Buy
Best Buy (NYSE : BBY) est une entreprise américaine de vente de matériel électronique grand public, présente surtout aux États-Unis et au Canada. 
Elle a été dirigée de 2012 à 2019 par Hubert Joly, major d'HEC, et diplômé de l'Institut d'études politiques de Paris.

## Histoire

Logo de Best Buy du 1 août 1989 jusqu'au 9 mai 2018, utilisé au Canada jusqu'au 26 juillet 2019

L'entreprise est fondée en 1966 par Richard M. Schulze au Minnesota sous le nom de « Sound of Music ». Elle est renommée Best Buy en 1983. Elle acquiert Future Shop le 4 novembre 2001.
Best Buy s'est installé au Québec en 2004. En 2010, 12 magasins y sont présents. Le 28 mars 2015, Best Buy Canada annonce le regroupement de tous les magasins Future Shop sous la bannière Best Buy, fermant ainsi 66 magasins. Les 65 autres magasins Future Shop sont rouverts sous la marque Best Buy une semaine plus tard, malgré la présence des enseignes Future Shop pour encore quelques mois.
En décembre 2014, Best Buy vend ses activités en Chine soit 184 magasins, connues sous le nom de Five Star, à Zhejiang Jiayuan Group, pour un montant inconnu.
En août 2018, Best Buy annonce l'acquisition de GreatCall, une entreprise américaine spécialisée dans les services de santé, pour 800 millions de dollars.

## Principaux actionnaires
Au 6 janvier 2020:
| Capital Research & Management   | 32,9 % |
| Richard Schulze                 | 10,7 % |
| The Vanguard Group              | 10,4 % |
| Fidelity Management & Research  | 8,30 % |
| SSgA Funds Management           | 4,36 % |
| JPMorgan Investment Managemen   | 2,64 % |
| Putnam                          | 2,47 % |
| BlackRock Fund Advisors         | 2,37 % |
| Thornburg Investment Management | 2,28 % |
| Harris Associates               | 1,81 % |

## Remarque
Une parodie des magasins Best Buy a été utilisé dans la série Chuck sous le nom de Buy More, on peut notamment retrouver la parodie du Geek Squad sous le nom de Nerd Herd. Le bleu de Best Buy est remplacé par du vert, par exemple pour l'enseigne, mais aussi les habits des employés.

## Galerie

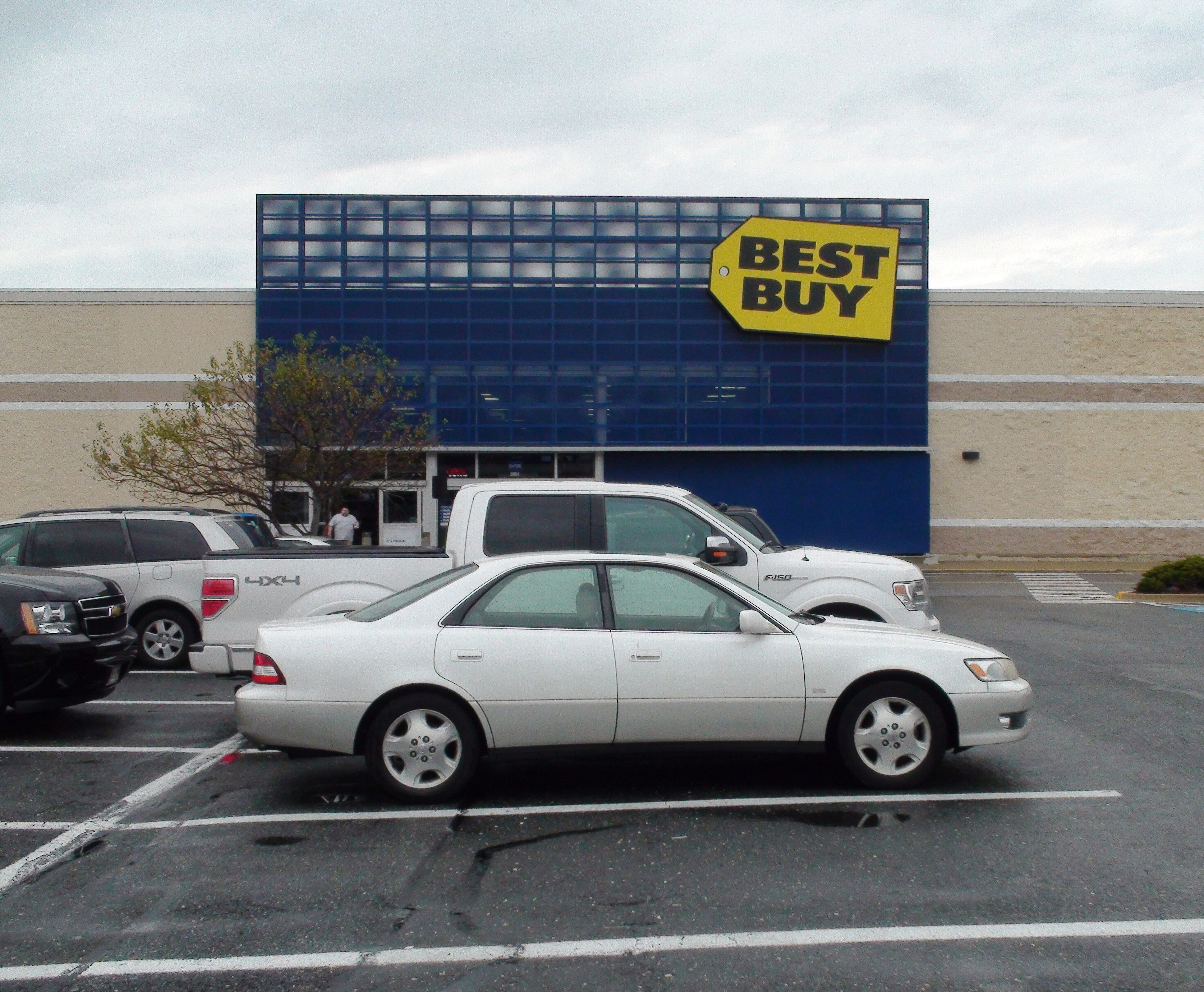
Germantown (États-Unis)
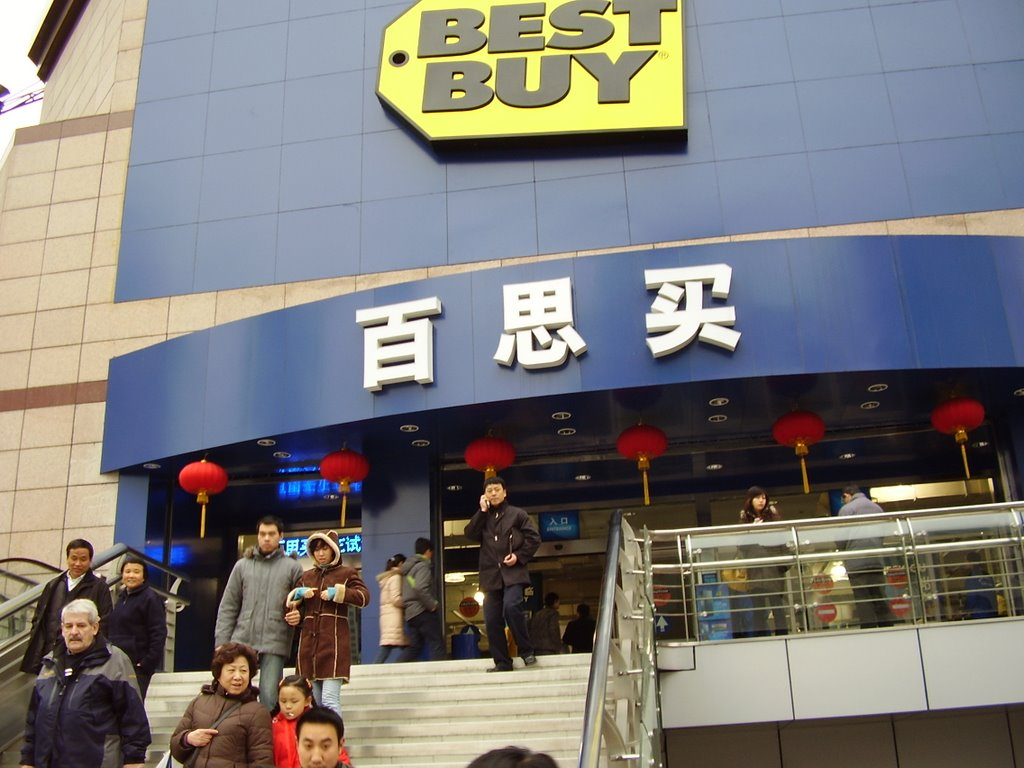
Shanghai (Chine)
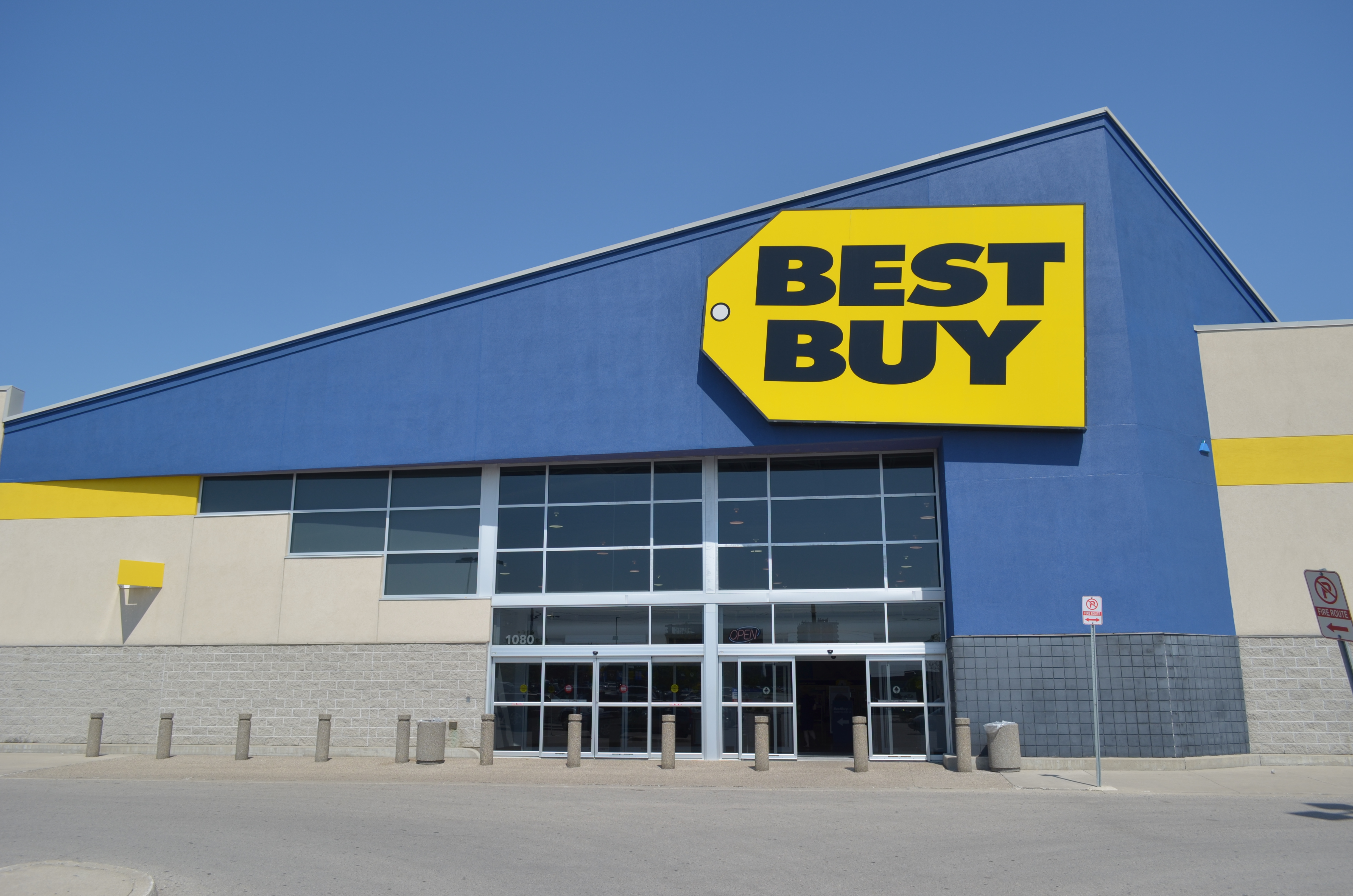
London (Canada)